# 文欽
文 欽（ぶん きん、? - 258年）は、中国三国時代の武将。字は仲若。父は文稷。子は文鴦・文虎。本貫は豫州譙郡譙県。『三国志』魏志「毌丘倹伝」とそれが引く『魏書』の他、魏志・呉志の各所に記録がある。
魏で恩寵を受け出世したが失脚し、毌丘倹と共に揚州で反乱を起こすが敗れて呉に亡命した。後に諸葛誕が反乱を起こすとその援軍に送られたが、魏の追討軍に包囲される中で諸葛誕と仲違いを起こして殺害された。

## 経歴

### 魏の勇将
父は曹操に仕えて武人として功績があった。文欽は曹爽と同じ村の出身で、父と同じく武勇に優れていたという。
建安24年（219年）の魏諷の反乱に際し、彼に連なる言辞を吐いていた為に連座し処刑されそうになったが、曹操は父の功績に免じて彼を赦した。
明帝の太和年間、五営校督・牙門将となった。
文欽は気が荒く、礼節を弁えぬ性格の為に人望がなかった。また、歴任したいずれの官職でも傲然として上司を馬鹿にし、官吏の法に遵わなかった為に周囲から憎まれていた。この事でいつも弾劾の上奏を受けたが、曹叡はそれを抑えてやった。後に淮南の牙門将となり、廬江太守・鷹揚将軍に昇進した。
明帝の没後、養子の曹芳が跡を継ぎ即位したが、まだ幼少であったため、後見役の曹爽が実権を握っていた。文欽は王淩から貪欲残忍さを指摘弾劾された為、一時中央に召し返された。しかし曹爽は文欽と同郷だった為に文欽を厚遇した上で、さらに事件の詳細も取り調べずに再び任地に返し、冠軍将軍に昇進させた。文欽は益々付け上がって尊大な態度をとり、勇壮さを示して偉ぶった為に虚名を博した。

### 反逆
曹爽の没落後、文欽を宥めるため前将軍に昇格させる措置が採られた。後に都督揚州諸軍事に昇格した諸葛誕に代わって、揚州刺史に任命された。
文欽は、曹爽亡き後の不安定な立場に、内心常に危惧の念を抱いていたが、諸葛誕とは互いに憎み合っていた為に、謀叛の相談をする事はなかった。
嘉平2年（250年）、呉に対して偽の降伏の使者を遣わしたが、朱異に看破され失敗した（『三国志』呉志「朱桓伝附朱異伝」）。
嘉平5年（253年）、呉の諸葛恪が指揮を執る大軍が侵攻してきた際には、前年の東興での敗戦により、豫州へ転出した諸葛誕に代わって都督揚州諸軍事となっていた毌丘倹や合肥新城の張特らと共に、これを迎撃した。数カ月の間、諸葛恪は張特らが守る合肥新城を力攻めにしたが、攻め落とす事が出来ないばかりか、疫病により多くの兵士が死去した。魏が司馬孚に20万の兵を指揮して東征させると、7月、諸葛恪は合肥新城の包囲を解いて撤退した。
正元元年（254年）、朝廷の実権を握る司馬師は李豊・夏侯玄らを処刑し、曹芳（斉王）の廃位も決行した。司馬師の専横に不安を覚えていた毌丘倹は、文欽に対して打ち解けた態度で臨むようになり、文欽も中央に捕虜数や戦功を水増し報告して認められなかった私怨もあり、毌丘倹と結託するようになっていった。
正元2年（255年）正月、毌丘倹と文欽は5・6万の兵力を動員して反乱を起こした（毌丘倹・文欽の乱）。西方の項城に進み、文欽は城外で遊軍となった。司馬師は直ちに追討軍の指揮を執って、胡遵・諸葛誕・王基といった者達に州郡の兵士を動員させ親征してきた。毌丘倹と文欽は項城に釘付けとなって寿春に戻る事もできず、なす術もなかった。
司馬師は楽嘉に別働隊を送り敵を誘わせると共に、自らも楽嘉に軍を進めた。文欽は楽嘉方面の迎撃にあたった。子の文鴦が楽嘉で奮戦し、司馬師を追い詰める活躍をしたが（『魏氏春秋』）、文欽自身は戦線に間に合わず敗れ、司馬師の大軍の前に逃走した。元曹爽部下の尹大目が、陣中での司馬師の病状が悪化した事を文欽に伝えようとしたが、文欽はそれに気付く事ができなかった（『魏末伝』）。文欽は、寿春を狙って北上していた呉の孫峻・呂拠らの軍と合流し寿春入りを目指したが、寿春が既に諸葛誕に占領されていたため失敗、そのまま呉へ亡命した（『三国志』魏志「諸葛誕伝」）。
文欽は呉においても、心を抑え他者に遜る事ができなかった為、朱異を始めとする諸将から常に憎悪されていた。但し、実権を握る孫峻には信任され、仮節・鎮北大将軍・幽州牧・譙侯に任命された。五鳳3年（256年）、孫峻に北伐を勧め、呂拠・朱異・劉纂・唐咨らと共に先遣隊を率いて北上した。孫峻が急死し孫綝が継ぐと、これに不満な呂拠は非難の上奏をした。文欽は一度はこれに同調したが、孫綝から呂拠追討の命令を受けるとこれに応じ、呂拠を滅ぼした。
太平2年（257年）、揚州の都督に復帰していた諸葛誕が司馬昭を討つため反乱を起こすと、呉への臣従を表明した諸葛誕の援軍要請を受けて、全端・全懌・唐咨とともに諸葛誕の援軍に赴いた。文欽らは魏軍の包囲を突破し、諸葛誕と共に寿春城に立て籠もった。しかし司馬昭の包囲陣が二重三重に取り囲んだため、呉からの後続の援軍が途絶え、城中に孤立する事となった。籠城は翌年になっても続いた。文欽らは攻城用の兵器を持ち出してまで、包囲を脱しようとしたが果たせなかった。また、そうこうしている内に城内の食糧が尽きてしまった。
諸葛誕とは、魏にいた頃からいがみ合っていた経緯があり、唯計略上協調していただけであった為、事態が急を告げると互いに猜疑心を抱き合う様になった。ついには作戦を巡る意見の対立から、怒った諸葛誕によって殺害されてしまった。
(魏帝である曹髦からの援軍を文欽は受け入れなかったから諸葛誕に斬られたとも)
その死は魏の人達を喜ばせた。直後に文鴦・文虎が魏に帰順し諸葛誕攻めに加担すると、司馬昭も降伏者に恩徳を与える方針を採ったため、文欽の遺骸の収容と故郷への埋葬が許されたという。